# SkyAlps

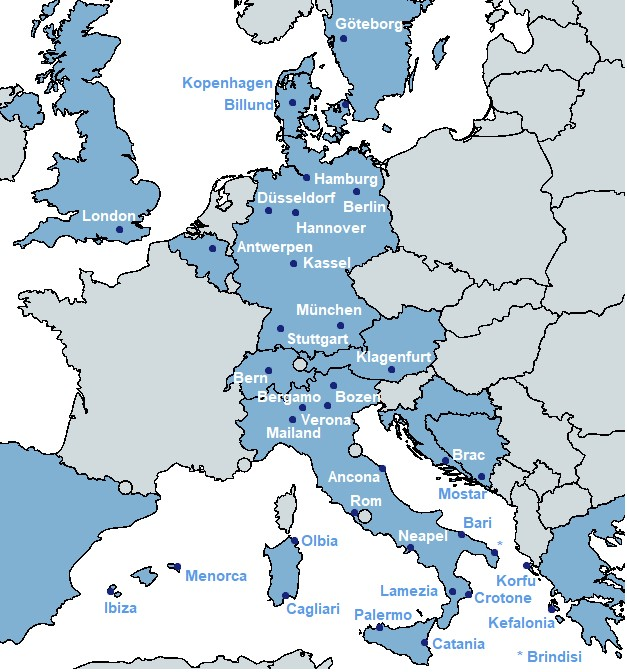
Flugziele von SkyAlps 2025

SkyAlps ist eine italienische Fluggesellschaft mit Sitz in Bozen und Basis auf dem Flughafen Bozen.

## Geschichte
SkyAlps wurde als virtuelle Fluggesellschaft vom Südtiroler Unternehmer Josef Gostner gegründet. Gostner ist Gesellschafter der ABD Holding GmbH, an der auch Hans Peter Haselsteiner und René Benko beteiligt sind. Diese kauften den Flughafen Bozen 2019 der Südtiroler Landesverwaltung ab.
Gostner beabsichtigte, den Flugverkehr schon im Mai 2020 aufzunehmen, dies verzögerte sich jedoch auf Grund der COVID-19-Pandemie und damit zusammenhängender Grenzschließungen.
Am 17. Juni 2021 wurden dann die ersten Flüge nach Süditalien aufgenommen, am 30. Juni folgte der erste Linienflug nach Deutschland, zum Flughafen Berlin Brandenburg. Bis Januar 2023 wurden die Flüge vom maltesischen Charteranbieter Luxwing durchgeführt.
In Zukunft plant SkyAlps noch weiter zu wachsen. So sollen zum Beispiel Drehkreuze wie Frankfurt angeflogen werden, damit Passagiere aus aller Welt direkt nach Bozen umsteigen können.
Seit 16. Januar 2023 hält Sky Alps ein eigenes Luftverkehrsbetreiberzeugnis (AOC).
Am 16. Juni 2023 gab Skyalps ihre erste Route außerhalb Italiens bekannt, diese geht vom oberösterreichischen Linz nach Düsseldorf. Geflogen wird ab 30. Oktober 2023. Einen Tag vorher, am 15. Juni 2023 wurde bekannt gegeben, die gesamte Flotte mit Winglets nachzurüsten. Dies macht die Flugzeuge nicht nur leiser und spart Sprit, sondern soll auch die Steigleistung um einiges erhöhen, was insbesondere am Heimatflughafen Bozen wichtig ist, da dieser auf drei Seiten von Bergen umgeben ist.
Im Frühling 2025 musste SkyAlps sieben ihrer Flugzeuge wegen Wartungsmängeln am Boden lassen. Im Mai wurde grünes Licht gegeben und die SkyAlps Flotte soll in naher Zukunft wieder in Betrieb sein.

## Flotte

### Aktuelle Flotte
Mit Stand April 2025 besteht die im Auftrag von SkyAlps betriebene Flotte aus 14 Flugzeugen mit einem Durchschnittsalter von 16,6 Jahren:
| Flugzeugtyp                   | Anzahl | bestellt | Anmerkungen | Sitzplätze | Durchschnittsalter |
| ----------------------------- | ------ | -------- | ----------- | ---------- | ------------------ |
| De Havilland Canada DHC-8-400 | 14     |          | 13 inaktiv  | 76 78      | 16,6 Jahre         |
| Gesamt                        | 14     | -        |             |            | 16,6 Jahre         |

Für fernere Ziele sollen auch Embraer-Jets zum Einsatz kommen.

### Ehemalige Flugzeugtypen
In der Vergangenheit wurden von SkyAlps folgende Flugzeugtypen eingesetzt:
| Flugzeugtyp | Anzahl | von  | bis  | Anmerkungen            |
| ----------- | ------ | ---- | ---- | ---------------------- |
| ATR 42-500  | 1      | 2024 | 2024 | betrieben durch NyxAir |

## Flugziele
SkyAlps betreibt saisonal Charter in mehrere europäische Länder, im Winter vor allem nach Norden und im Sommer Richtung Süden. In den deutschsprachigen Ländern werden ganzjährig ab Bozen Berlin, Düsseldorf und Hamburg, im Sommer noch Kassel und im Winter Linz angeflogen.

## Trivia
SkyAlps ist die erste Fluggesellschaft, die wieder Linienflüge vom Flughafen Bozen aus durchführt, nachdem Darwin Airline 2015 ihre Flüge von Bozen nach Rom ausgesetzt hat.